# Johannes Ernst (Musiker)
Johannes Ernst (* 1963 in Warburg) ist ein deutscher Saxophonist.

## Leben
Ernst studierte klassisches Saxophon an der Universität der Künste Berlin und als Stipendiat des DAAD am Konservatorium Bordeaux bei Jean-Marie Londeix. Es folgten Verpflichtungen als Solist mit renommierten Orchestern, als kammermusikalischer Partner in zahlreichen Ensembles und als Dozent an der Universität der Künste Berlin und der Musikhochschule „Hanns Eisler“ in Berlin. 
Er spielt hauptsächlich zeitgenössische Musik und hat mehrere Werke zur Uraufführung gebracht, darunter die Saxophonkonzerte von Friedrich Cerha, Toshio Hosokawa und Philippe Hurel. Daneben ist er ein gefragter Orchestermusiker, u. a. bei den Berliner Philharmonikern. Seit 1988 ist er außerdem 1. Alt-Saxophonist bei Max Raabe und dessen Palast Orchester.
Johannes Ernst engagiert sich als Vorstand der Arbeitsgemeinschaft Deutsche Saxophonisten bei der Durchführung von Interpretations- und Kompositionswettbewerben für Saxophon.

## Diskographie
- New Saxophone Chamber Music, mit dem Ensemble UnitedBerlin, Leitung Peter Hirsch; col legno, 1996
  - Hanspeter Kyburz, Cells (1993/94) for soprano/alto/tenor/baritone saxophone and ensemble
  - Isabel Mundry, Komposition für Altsaxophon und Tonband (1992)
  - Christoph Staude, Obduktion (1988) for alto saxophone solo
  - Walter Zimmermann, Fragmente der Liebe (1987) for tenor saxophone and string quartet
- Werke für Saxophon und Orchester – Works for Saxophone and Orchestra, mit dem Rundfunk-Sinfonieorchester Berlin, Leitung Vladimir Jurowski; Arte Nova (Sony Music), 1999
  - Florent Schmitt, Légende (1918)
  - Vincent d’Indy, Choral varié (1903)
  - Henri Tomasi, Ballade (1939)
  - Claude Debussy, Rapsodie (1904)
  - Darius Milhaud, Scaramouche (1937)
- Fundstücke. Saxophonkompositionen 1929–1950, mit Christoph Israel (Klavier); Es-Dur, 2013
- Drei Konzerte. Saxophon-Konzerte von Cerha, Katzer und Lauba; Genuin, 2019
  - Friedrich Cerha, Konzert für Sopransaxophon und Orchester (World Premiere Recording), ORF Radio-Symphonie-Orchester, Leitung Michael Gielen
  - Georg Katzer, La Mettrie III oder Der Abend der Maschinen (World Premiere Recording), MDR-Sinfonieorchester, Leitung Peter Hirsch
  - Christian Lauba, Dies irae (World Premiere Recording), MDR-Sinfonieorchester, Leitung Gabriel Feltz